# The Witness (2016)
The Witness ist ein Adventurespiel des US-amerikanischen Entwicklungsstudios Thekla, in welchem der Spieler aus der Egoperspektive Rätsel lösen muss.

## Handlung
Der Spieler erwacht allein auf einer abgelegenen Insel, die er erkunden muss, wobei er auf Rätseltafeln stößt, auf denen ein Raster abgebildet ist. Die Rätsel auf diesen Tafeln bestehen darin, Anfangs- und Endpunkte mit einer durchgehenden, überschneidungsfreien Linie zu verbinden, wobei im Laufe des Spiels weitere zu erfüllende Bedingungen hinzukommen. Das Verständnis für die Symbolik eignet sich der Spieler Schritt für Schritt selbst an, das Spiel vermeidet jegliche Art von schriftlichen Anweisungen oder Hilfestellungen, sondern ist so gestaltet, dass der Spieler von einfachen Rätseln hin zu komplexen geleitet wird. Ebenso wenig existiert eine Handlung, die vereinzelten Audio- und Videoaufzeichnungen, die man finden kann, enthalten Gedanken und Zitate zu ganz verschiedenen Themen.
Den einzelnen Bereichen der Insel sind Themen der insgesamt 523 Rätsel zugeordnet, so muss man beispielsweise im Dschungel auf Geräusche achten, die Rätsel im Gewächshaus bestehen aus Farben und Farbkombinationen, im Wald geben einem Licht und Schatten Hinweise, wie die Linien zu ziehen sind, im Dschungel sind es Klänge. Ist ein Bereich komplett gelöst, wird eine Laserkanone aktiviert, deren Strahl an der Bergspitze der Insel endet. Sind genügend Laser aktiviert, erhält der Spieler Zugang zum Inneren des Berges, wo er alle erlernten Techniken einsetzen muss und der Schwierigkeitsgrad, je weiter man kommt, stark ansteigt.
Schafft es der Spieler, alle 11 Laser zu aktivieren, sind weitere, schwierigere Rätsel erreichbar und man gelangt zur "Challenge". Man startet einen Plattenspieler und hat zu den Klängen von Edvard Griegs "Peer Gynt" 6 Minuten und 30 Sekunden Zeit, um zufallsbasierte Rätsel zu lösen.
Neben den offensichtlichen Rätseln kann man an bestimmten Orten auch Rätsel in der Umgebung entdecken. So bildet sich beispielsweise ein Rätsel in den Wolken, die sich zu einem erkennbaren Bild zusammenfügen, wenn man am richtigen Ort steht, oder aus gelben Blumen bildet sich eine Rästelfigur, während man mit dem Boot um die Insel fährt. Hat man eines der 135 Umgebungsrätsel gelöst, erscheint ein entsprechendes Symbol auf dem Obelisken des Bereichs der Insel.
Hat man das Spiel einmal gewonnen, kann man auch das geheime Ende erreichen, welches durch ein Resorthotel zum virtuellen Erwachen des Spielers im Haus des Produzenten führt.

## Spielprinzip und Technik
The Witness ist ein First-Person-Adventure, das heißt, die Darstellung des Geschehens erfolgt aus der Perspektive des Spielers. Die Kamera ist dabei in allen Richtungen frei drehbar. Nähert sich der Spieler einer Rätseltafel, so kann er diese mit Hilfe des Controllers bzw. der Tastatur aktivieren und einen Versuch zur Lösung des jeweiligen Rätsels unternehmen.

## Produktionsnotizen
Die Inspiration für The Witness lieferte das 1993 veröffentlichte Adventure Myst – laut Designer Blow stellt The Witness eine „Hommage an Myst“ dar. Die Produktion des Spiels dauerte sieben Jahre. Einen großen Teil der Zeit nahm die Entwicklung einer eigenen Game-Engine für das Spiel ein. The Witness erschien im Januar 2016 zunächst für die PlayStation 4 und für Windows, sowie im September desselben Jahres für Xbox One. Im März 2017 ist das Spiel im Mac-App-Store erschienen.

## Rezeption
The Witness erhielt überwiegend positive Kritiken. Aus 20 aggregierten Wertungen erzielt das Spiel auf Metacritic einen Score von 87. GameRankings aggregiert acht Wertungen zu einem Score von 84 %. IGN bezeichnete es als "Meisterwerk" und vergab 10 von 10 Punkten.
Die GameStar lobte das tolle Artdesign und die fordernden Rätsel.

“A beautiful, powerful, and cleverly designed puzzle game with a wealth of mysteries to unravel.”

„Ein schönes, kraftvolles, und raffiniert gestaltetes Puzzle-Spiel mit einer Fülle von Mysterien, die es zu enträtseln gilt.“